# Ровело Поро
Ровѐло По̀ро (на италиански: Rovello Porro; на ломбардски: Ruvell, Рувел) е градче и община в Северна Италия, провинция Комо, регион Ломбардия. Разположено е на 240 m надморска височина. Населението на общината е 6119 души (към 2018 г.).